# Parlamentní volby v Gabonu v roce 2001
Parlamentní volby v Gabonu se konaly dne 9. a 23. prosince 2001. Ve volbách zvítězila vládnoucí Gabonská demokratická strana, která získala 86 ze 120 křesel v Národním shromáždění.

## Volební výsledky
| Politická strana                                       | Hlasy | % | Mandáty | */- |
| ------------------------------------------------------ | ----- | - | ------- | --- |
| Gabonská demokratická strana                           |       |   | 86      | ▲1  |
| Národní shromáždění dřevorubců – Shromáždění pro Gabon |       |   | 8       | ▲1  |
| Demokratická a republikánská aliance                   |       |   | 3       | ▲2  |
| Gabonská pokroková strana                              |       |   | 3       | ▼7  |
| Kruh liberálních reformátorů                           |       |   | 2       | -   |
| Africké rozvojové hnutí                                |       |   | 1       | -   |
| Národní shromáždění dřevorubců – Demokraté             |       |   | 1       | -   |
| Kongres pro demokracii a spravedlnost                  |       |   | 1       | -   |
| Lidová strana jednoty                                  |       |   | 1       | -   |
| Sociálně demokratická strana                           |       |   | 1       | -   |
| Nezávislí                                              |       |   | 12      | ▲5  |
| Celkem                                                 |       |   | 120     |     |